# Persefone
Persefone er underverdenens gudinde og datter af Zeus og Demeter i den græske mytologi, men sandsynligvis af førgræsk oprindelse. Hendes navn har muligvis samme ophav som ordet "person", nemlig etruskisk persu (= maske), der igen kan være af græsk ophav og genspejles i Persefones navn.
Hos Homer er hun den skrækindjagende dronning af underverdenen, der modtager Herakles og Orfeus ved sit hof. Hun udvirker, at menneskenes forbandelser rammer de dødes sjæle.
Under navnet Kore (= pige) er hun gudinde for forårets vækst og planter. I Demeterhymnen fortælles, hvordan hun legede med nymferne i Nysa-dalens blomsterenge, da hendes farbror Hades røvede hende ned til sig i underverdenen. Hendes mor Demeter ledte fortvivlet efter hende, med hjælp fra Helios og Hekate. Da hun opdagede, at Zeus havde været med til at få sin egen datter bortført, reagerede hun med raseri, og sørgede for, at jorden ikke bar frugt eller grøde, før hun fik Persefone tilbage. Zeus forlangte derfor, at Hades skulle udlevere pigen; med da hun allerede havde spist noget i underverdenen - en håndfuld granatæblekerner - blev hun nødt til at tilbringe en tredjedel af året i underverdenen hos sin mand. Hendes årlige tilbagevenden til sin mor og dagslyset hvert forår følges af kornets spiren og naturens opvågnen. Vinter følger, når hun ved årets slutning vender tilbage til Hades. Senere forlangte hun, at Adonis på samme vis skulle tilbringe dele af året hos hende i underverdenen.
Når Persefone afbildes sammen med sin mor, bærer Demeter som regel scepteret og kornakset, mens Persefone holder faklen benyttet i de eleusinske mysterier. Nogle gange holder hun i stedet et granatæble som en påmindelse om sit ægteskab med Hades. Hun kan også ses holdende et overflødighedshorn som symbol på sin status som frugtbarhedsgudinde.
I byen Nysa i Lilleasien fejrede man i antikken en højtid kaldt theogamia til ære for "det hellige ægteskab" mellem Hades og Kore. Byen fremviste også en helligdom for parret, samt en hule, der angiveligt tjente som indgang ned til underverdenen.
Persefone svarer til Proserpina i romersk mytologi, datter af Ceres og Jupiter.

## Eksterne links
- Demeterhymnen

- Wikimedia Commons har flere filer relateret til Persefone

| Mytologi | Spire Denne artikel om mytologi er en spire som bør udbygges. Du er velkommen til at hjælpe Wikipedia ved at udvide den. |